# Neoromicia capensis
Neoromicia capensis är en fladdermusart som först beskrevs av Andrew Smith 1829.  Neoromicia capensis ingår i släktet Neoromicia och familjen läderlappar. Inga underarter finns listade i Catalogue of Life. Wilson & Reeder (2005) skiljer mellan 7 underarter.
Denna fladdermus blir med svans 7 till 11,5 cm lång och väger 4 till 10 g. Den har 2,9 till 3,9 cm långa underarmar och en vingspann av cirka 24 cm. Honor är lite större än hannar. Pälsen är på ovansidan ljus eller mörk gråbrun och undersidan är täckt av ljusbrun till vit päls. Neoromicia capensis har en svartbrun flygmembran.
Arten förekommer i nästan hela Afrika söder om Sahara från Guinea-Bissau i väst till Etiopien i öst och söderut till Sydafrika. Habitatet varierar mellan torra och fuktiga landskap. Fladdermusen hittas bland annat i skogar, i buskskogar, i savanner eller i andra gräsmarker.
Individerna vilar under växternas bark, i bergssprickor eller under byggnadernas tak. Individerna bildar vid viloplatsen mindre flockar med upp till tre medlemmar. De jagar olika flygande insekter, ofta i närheten av ljuskällor. Honor kan ha upp till tre ungar per kull.